# Arachnothelphusa sarang
Arachnothelphusa sarang is een krab uit de familie Gecarcinucidae. De wetenschappelijke naam van deze soort is voor het eerst geldig gepubliceerd in 2021 door Grinang & Ng.